# Pasaporte griego

 El pasaporte griego se expide a los ciudadanos griegos para viajar fuera de Grecia. Para viajar a los países de la Unión Europea, los ciudadanos griegos pueden usar su documento de identidad.

## Ciudadanía griega
Según el Passport Index, en 2023 el pasaporte griego ocupará el cuarto lugar en el ranking mundial, compartiendo esta posición con los pasaportes japonés, canadiense y australiano. Ofrece a sus propietarios entrada sin visa a 126 países.
Grecia sólo ofrece pasaportes a sus ciudadanos actuales. Los solicitantes deben demostrar su origen griego.
Para los extranjeros que deseen obtener un pasaporte griego, existe el programa Golden Visa para Grecia, que proporciona acceso sin visa al espacio Schengen y un permiso de residencia griego. Después de 7 años de residencia en Grecia, el solicitante puede solicitar la ciudadanía.
Para solicitar un pasaporte griego, los solicitantes deben presentar:
- Tarjeta de identificación
- Recibo de tarifa
- Una fotografía reciente (a más tardar el mes pasado) en color de 4x6 cm que cumpla con determinadas especificaciones

### Exámenes para la ciudadanía griega
En 2021, el gobierno griego lanzó un examen especial para todos aquellos que quieran adquirir la ciudadanía griega mediante la naturalización. Tiene 20 preguntas en lengua griega, historia, economía, cultura y geografía. Para aprobar este examen, una persona debe obtener una puntuación mínima del 80%. Cuesta 150 euros.

## Sin visado y visado a la llegada (VOA)

### América
| - Anguila - Antigua y Barbuda - Argentina - Aruba - Bahamas - Barbados - Bermudas - Bolivia - Brasil - Canadá - Islas Caimán - Chile - Colombia - Costa Rica - Dominica - República Dominicana - Ecuador - El Salvador - Guayana Francesa - Granada - Guatemala - Guadalupe - Guyana - Haití - Honduras - Jamaica - Martinica - México - Antillas Neerlandesas - Nicaragua - Panamá - Paraguay - Perú - San Cristóbal y Nieves - Santa Lucía - San Pedro y Miquelón - San Vicente y las Granadinas - Trinidad y Tobago - Uruguay - Venezuela - Islas Vírgenes Británicas |

### África
| - Botsuana - Burundi (VOA) - Comoras (VOA) - Cabo Verde (VOA) - Yibuti (VOA) - Egipto (VOA) - Etiopía (VOA) - Gambia - Kenia (VOA) - Lesoto - Madagascar (VOA) - Mauricio - Marruecos - Mayotte - Mozambique (VOA) - Reunión - Senegal - Seychelles - Sudáfrica - Suazilandia (VOA) - Tanzania (VOA) - Togo (VOA) - Túnez - Uganda (VOA) - Zimbabue (VOA) |

### Asia
| - Bangladés (VOA) - Camboya (VOA) - Timor Oriental (VOA) - Hong Kong - Indonesia (VOA) - Israel - Jordania (VOA) - Japón - Corea del Sur - Laos (VOA) - Líbano - Macao (VOA) - Malasia - Maldivas - Nepal (VOA) - Omán (VOA) - Filipinas - Singapur - Sri Lanka (VOA) - Sri Lanka (VOA) - Tayikistán (VOA) - Tailandia |

### Europa
| - Unión Europea - Albania - Andorra - Armenia (VOA) - Azerbaiyán (VOA) - Bosnia y Herzegovina - Croacia - Georgia (VOA) - Islandia - Liechtenstein - Moldavia - Macedonia del Norte - Mónaco - Montenegro - Noruega - San Marino - Serbia - Suiza - Turquía - Ucrania - Ciudad del Vaticano |

### Oceanía
| - Islas Cook - Fiyi - Polinesia Francesa - Kiribati - Islas Marshall - Micronesia - Nueva Caledonia - Nueva Zelanda - Niue - Palaos - Papúa Nueva Guinea (VOA) - Samoa - Islas Salomón - Timor Oriental (VOA) - Tokelau - Tonga - Tuvalu - Vanuatu - Wallis y Futuna |